# Pulkowo-Höhen

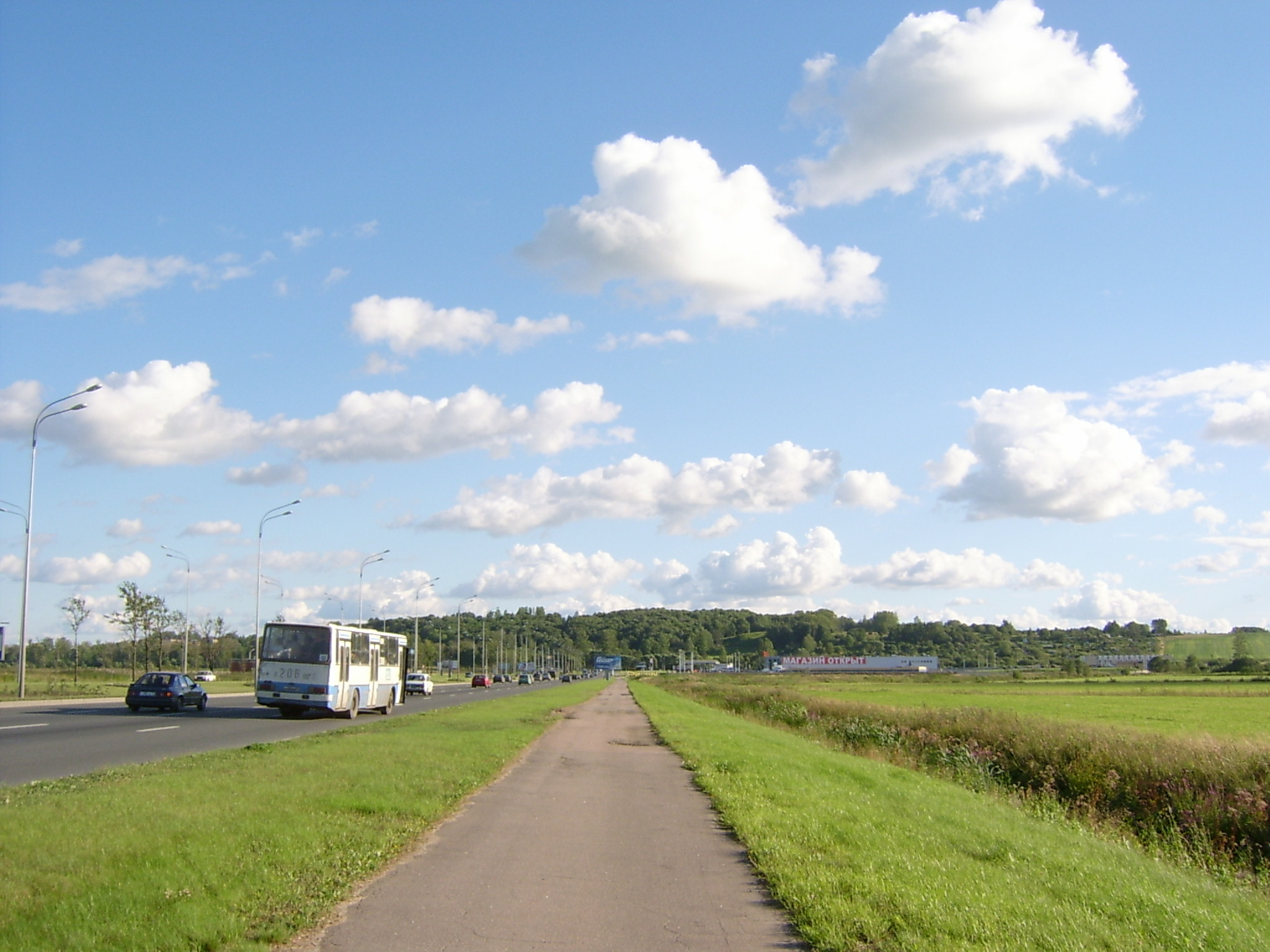
Pulkowo-Hügel

Die Pulkowo-Höhen (russisch Пу́лковские высо́ты) sind ein Hügelzug südlich der russischen Stadt Sankt Petersburg. Sie verlaufen in südwestlicher Richtung ausgehend vom Ischora-Plateau. Sie erreichen eine Höhe von bis zu 73 Meter. Benannt sind sie nach der nahegelegenen Ortschaft Pulkowo. Der Höhenzug war während des russischen Bürgerkrieges und während der Belagerung Leningrads im Zweiten Weltkrieg stark umkämpft. Auf dem Höhenzug befinden sich heute das Pulkowo-Observatorium und das Industriegebiet Schuschary.